# Gustave Van Vaerenbergh
Gustave Van Vaerenbergh (* 1873; † 1927) war ein belgischer Bildhauer, der besonders durch seine Frauen- und Kinderbüsten bekannt geworden ist.
Viele seiner Arbeiten sind im  Jugendstil (belgisches „art nouveau“) ausgeführt. Auch in dem Genre der Kamin-Ensembles hat er viele typische 3er-Sets geschaffen: das Zentralobjekt, zum Beispiel eine Uhr, wird dabei von zwei Ziervasen eingefasst. Diese Vasen sind oft mit reliefierten Frauengestalten und Zierflora umrankt. Bisher sind knapp 200 seiner Skulpturen bildlich erfasst, sein Œuvre dürfte aber bei etwa 1000 Werken angesiedelt sein. 

Frauenbüste, patiniertes Weißmetall, signiert: G. Van Vaerenbergh

Die meisten seiner Arbeiten wurden nach seinen Modellen in gebranntem Gips oder Terra-Cotta in einer Bildhauerwerkstadt in Schaerbeek, einem Stadtteil von Brüssel angefertigt. Es existieren aber auch zahlreiche Ausführungen in Bronze, Marmor und patiniertem Weißmetall.
Fälschlicherweise wurde die in seiner Signatur verwendete Abkürzung „G.“ früher häufig mit „Georges“ interpretiert; „G“ steht aber für Gustave, wie seine Geburtsurkunde belegt.